# الغدر (مسلسل)
الغدر مسلسل سوري تلفزيوني اجتماعي ويحوي القالب البوليسي، مكون من 31 حلقة، مأخوذ عن رواية «بائعة الخبز» للكاتب كزافييه دو منونتبان. وهو من إخراج المخرج الأردني بسام سعد، وانتجته شركة «الريف للإنتاج الفني» في رمضان لعام 2005.

## القصة
تروي هذه الراوية قصة حنان (فرح بسيسو) الامرأة التي مات زوجها في معمل للدهان، فعاشت حالة فقر مع ولدها وبنتها، كما كان يلاحقها شخص يدعي «نبيل الصاحب» (رشيد عساف) بحجة انه أحبها، فيسرق المعمل ويقتل صاحبة ويحرقه، فتتهم هي بهذه الفعلة وتدخل السجن وتمكث هناك 20 سنة، لتتوارى الأحداث والتفاصيل والقصص المتعلقة بالفساد والرشوة وتبييض الأموال وعدم وجود رقابة على الشباب. وتستمر حنان في البحث عن نبيل الصاحب ولتثبت براءتها في وجه كل من اتهمها من الناس.

## بطولة
1. رشيد عساف
2. فرح بسيسو
3. رامي حنا
4. دينا هارون
5. تاج حيدر
6. ميلاد يوسف
7. قمر عمرايا
8. غادة شريف
9. زياد سعد
10. نجوى علوان
11. زهير رمضان
12. مالك محمد
13. هيثم عساف